# Presidente de la República Democrática Alemana
El Presidente de la República Democrática Alemana (en alemán: Präsident der Republik), conocido coloquialmente como Presidente de Alemania Oriental, fue el jefe de Estado de Alemania Oriental, desde 1949 hasta 1960. La oficina fue creada por la Constitución de 1949 (Sección V). El presidente de la República fue elegido por la Cámara Popular (Volkskammer) y la Cámara de Estados (Landerkammer), las dos cámaras del parlamento. La oficina era principalmente de naturaleza ceremonial. Si era necesario, el presidente de la Cámara Popular actuaba como presidente de la República.
El único titular fue Wilhelm Pieck del Partido Socialista Unificado de Alemania (SED, por sus siglas en alemán), elegido el 11 de octubre de 1949  y reelegido en 1953 y 1957. Poco después de la muerte de Pieck el 7 de septiembre de 1960, se enmendó la Constitución. La Ley relativa a la formación del Consejo de Estado del 12 de septiembre de 1960 introdujo un jefe de Estado colectivo en lugar de la presidencia, el Consejo de Estado de Alemania Oriental. En la última fase democrática de Alemania Oriental en 1989/90, se abolió el Consejo de Estado; la presidenta de la Cámara Popular, Sabine Bergmann-Pohl, actuó como jefa de estado.

## Elección
El presidente de la República fue elegido por un período de cuatro años, mediante una sesión conjunta del Volkskammer y el Landerkammer, convocada y presidida por el presidente del Volkskammer. Cualquier ciudadano que tuviera al menos treinta y cinco años era elegible para el puesto.
La reforma administrativa de 1952 condujo a la disolución de los estados (Länder) de Alemania Oriental. El Landerkammer dejó de tener sentido; se reunió en 1954 por última vez y fue abolido formalmente en 1958. Como resultado, el Volkskammer fue el único responsable de la elección del presidente.

## Juramento del cargo
Al asumir el cargo, el presidente de la República prestó el siguiente juramento ante una sesión conjunta del Volkskammer y el Landerkammer:

## Destitución
El presidente de la República podría ser destituido antes de la expiración de su mandato mediante una resolución conjunta del Volkskammer y el Landerkammer. Tal resolución requería una mayoría de dos tercios del número legal de representantes.

## Deberes y competencias
En gran parte un cargo ceremonial (similar al presidente de Alemania Occidental), los deberes y competencias del presidente de la República según lo estipulado en los artículos 104-108 de la Constitución de 1949:
- Promulgar las leyes de la República.[5]
- Recibir el juramento del cargo de los miembros del Consejo de Ministros al asumir sus funciones.[5]
- Representar a la República en las relaciones internacionales.[6]
- Celebración y firma de tratados con países extranjeros en nombre de la República.[6]
- Acreditación y recepción de embajadores y ministros.[6]

Para que surtan efecto, todas las órdenes y decretos emitidos por el presidente de la República debían ser refrendados por el presidente del Consejo de Ministros o el Ministro competente.
El presidente ejerció el derecho de indulto en nombre de la República. En esta función fue asesorado por un comité del Volkskammer.

## Incapacidad y vacante
Siempre que el presidente de la República no podía asistir a su oficina, estaba representado por el presidente del Volkskammer. Si se espera que dicha incapacidad continúe por un período prolongado, una ley (específica) debe nombrar un sustituto.
Siempre que la presidencia se terminaba prematuramente, se aplicaba la misma regla hasta la elección de un nuevo presidente.
El presidente Pieck ya tenía 73 años cuando ganó su primer mandato en 1949. Aunque se desempeñó como copresidente del SED junto con el primer ministro Otto Grotewohl de 1949 a 1950, nunca jugó un papel importante en el partido. La mayor parte del poder estaba en manos de Walter Ulbricht, primer secretario del partido desde 1950. Esto cambió después de la abolición de la oficina presidencial, ya que el líder del SED solía ser también jefe de Estado.

## Abolición del cargo
Después de la muerte de Wilhelm Pieck en 1960, la presidencia fue abolida en favor de un organismo colectivo, el Consejo de Estado. El Consejo de Estado fue elegido de la misma manera que el presidente, por el Volkskammer, e inicialmente ejerció los poderes de la presidencia. En realidad, el Consejo de Estado estuvo representado efectivamente por su presidente, y en 1974 se redujo a un cuerpo ceremonial, y su presidente obtuvo poder real del liderazgo del SED.
Con la Constitución de 1968 se eliminaron las últimas referencias a la presidencia.
Después de Die Wende, había planes para reintroducir el cargo de presidente de la República por ley constitucional a partir de 1990, lo que no sucedió en el curso de la reunificación alemana.

## Lista de Presidentes (1949-1960)
| #   | Nombre | Nombre | Nombre                      | Inicio                | Final                   | Partido | Elecciones (indirecta) |
| --- | ------ | ------ | --------------------------- | --------------------- | ----------------------- | ------- | ---------------------- |
| 1.º |        |        | Wilhelm Pieck (1876 - 1960) | 12 de octubre de 1949 | 7 de septiembre de 1960 | SED     | [ 10 ]                 |

## Estandartes presidenciales

1949–1950
1950–1951
1951–1953
1953–1955
1955–1960

## Galería

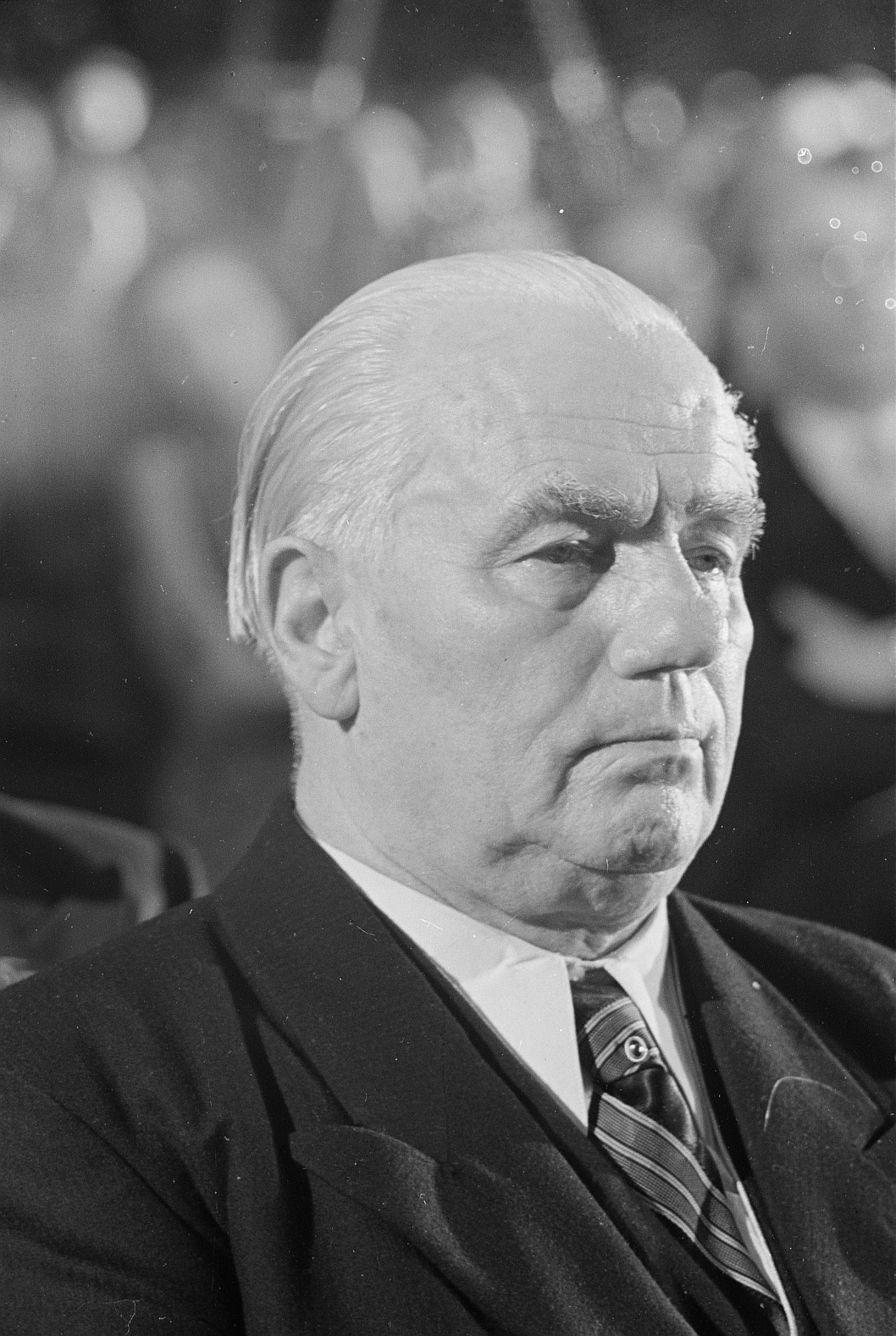
Wilhelm Pieck en 1950.
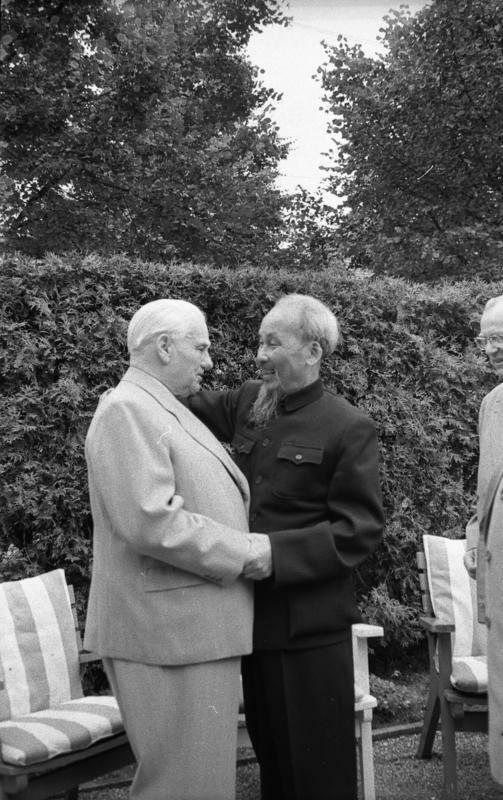
Pieck recibe a Ho Chi Minh, presidente de Vietnam del Norte (República Democrática de Vietnam) en 1957.
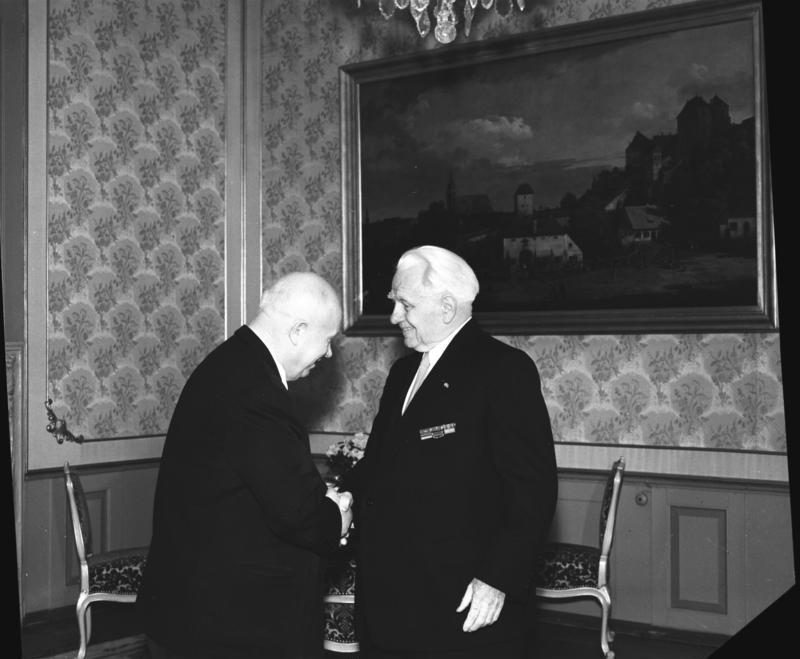
Pieck recibe a Nikita Jrushchov, secretario general de la Unión Soviética en 1959.
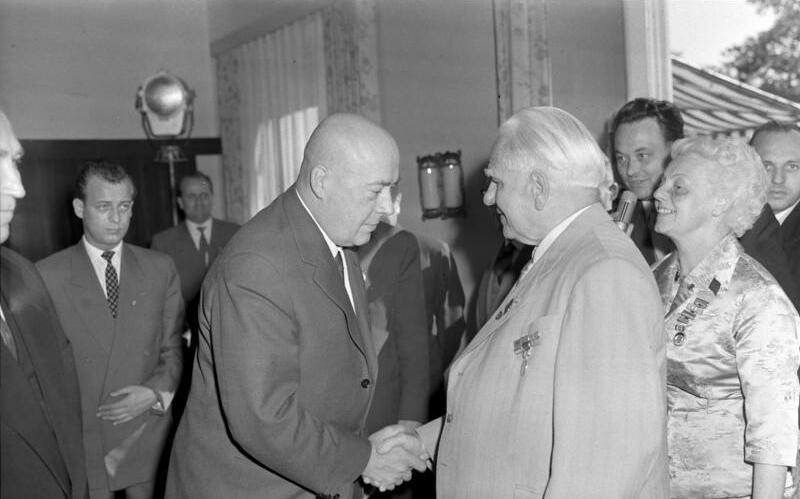
Pieck recibe a Józef Cyrankiewicz, Primer Ministro de la República Popular de Polonia en 1959.